# Grant Leitch
Grant Leitch là một cựu cầu thủ bóng đá thi đấu chủ yếu ở vị trí tiền vệ cánh. Leitch thi đấu 25 trận ở Football League cho Blackpool từ năm 1991 đến năm 1994, ghi một bàn thắng, và tiếp tục thi đấu cho câu lạc bộ Conference Halifax Town.

## Danh hiệu
Blackpool
- Thắng play-off Football League Fourth Division: 1991-92